# Тенсунг (футбольний клуб)
Тенсунг (англ. Tensung Football Club) — бутанський футбольний клуб. Формальні спадкоємці «Роял Бутан Армі» та «Друкпола».

## Історія
У першому сезоні Ліги Тхімпху у 2016 році клуб посів 7-ме місце з різницею забитих і пропущених м’ячів −28. У квітні вони набрали своє перше очко, зіграли внічию (0:0) з «Тхімпху».